# Mikko Ronkainen
Mikko Ronkainen (n. 25 noiembrie 1978, Muurame, Keski-Suomen lääni⁠(d), Finlanda) este un sportiv ce a reprezentat Finlanda, medaliat olimpic. A participat la 3 ediții ale Jocurilor Olimpice (2002, 2006, 2010) în care a câștigat o medalie de argint.